# パチスタTV レバーオン!!
『パチスタTV レバーオン!!』（パチスタティーヴィー レバーオン）は、RKB毎日放送で毎週水曜25:38 - 26:08に放送されていたパチンコ・パチスロ番組である。福岡県で配布されているフリーペーパー『月刊パチスタ』制作のテレビ番組。2006年5月3日放送開始、2017年8月30日の放送をもって終了。
「レバーオン」（パチスロのスタートレバーを押し下げる）というタイトル通りにパチスロ専門番組としてスタートしたが、後にパチンコ・パチスロ共に扱うようになった。

## 番組内容
レギュラー出演者とゲストが、スポンサーホールでパチンコ・パチスロの実戦を行う。

## 出演者
- MC：諸積ゲンズブール（パチスロ必勝ガイド）
- レギュラー：くめっち、ミッチー、JOE
- 週替わりゲスト（主に『パチスロ必勝ガイド』のライター
- 過去レギュラー:エブリー、ばっさん、ゆう坊

## その他
スカパー!プレミアムサービス・パチンコ★パチスロTV!でも放送されていたが、2014年9月22日（初回放送）をもって打ち切った。

## 関連番組
パチスタTV 山口レバーオン!!
2011年6月7日から山口朝日放送で毎週火曜 25:45 - 26:15に放送。2017年12月放送終了予定。
- MC：松本バッチ（パチスロ攻略マガジン）／レギュラー：まりも（パチスロ必勝ガイド）、ミッチー、ナオミ。こちらはゲストを招かない。

リアル回胴格闘技 スロッターレ
2012年1月9日からTVQ九州放送で毎週月曜 26:00 - 26:30に放送。
2014年12月22日をもって放送終了。